# Abraham Mebratu
Abraham Mebratu (6 aprile 1970) è un allenatore di calcio etiope.

## Carriera
Nel 2012 allena la nazionale Under-22 dello Yemen, mentre dal 2016 al 2018 allena la nazionale maggiore, conducendola alla qualificazione alla Coppa d'Asia 2019, la prima nella storia della squadra dopo la riunificazione del paese.
Il 19 luglio 2018 diventa allenatore della nazionale etiope.